# Xella
Xella International GmbH — корпоративна група зі штаб-квартирою в м. Дуйсбург, Німеччина.
Діяльність — виробництво та поширення сировини для будівництва, зокрема — газобетон — найвідоміший їхній продукт.

## Бізнес
Загалом є 3 види товару, що виготовляється.
Це:
- Вапно
- Стінові матеріали
- Сухі системи підкладки

Виробництво вапняку, гіпсу, волокнистих плит та газобетону відбувається по всьому світу.
«Кселла» активно працює на ринках по всій Європі.
Компанія має свої представництва в понад 30 країнах за межами Європи і має заводи в Китаї та Мексиці.
2010 року досягнуто таких показників — 6 700 співробітників і обсяг продажів 1,1 млрд. €.
Xella є власником приватної інвестиційної компанії PAI та партнером Goldman Sachs Capital Partners.

## Історія
Xella з'явився як перейменування фірми Haniel Bau-Industrie, що існувала з 1940 року і з 1948 почала виробляти вапняний пісковик.

## Бренди
- Газобетон YTONG
- Silka
- Hebel
- Fermacell [Архівовано 23 жовтня 2011 у Wayback Machine.]
- Fels

## Сайти— представники
Офіційний сайт YTONG в Україні